# Stenga

Podstawowy schemat omasztowania i olinowania jednostki żaglowej

Stenga – drugi licząc od pokładu segment wieloczłonowego masztu na jachcie, żaglowcu lub innym statku żaglowym. Stenga jest przymocowana do końcowej części kolumny masztu, do niej może być przymocowana w taki sam sposób bramstenga.
Dana stenga nosi nazwę od żagla noszonego na maszcie np. dla grotmasztu – grotstenga, bezanmasztu – bezanstenga.
W przypadku bukszprytu, jego przedłużenie nosi nazwę bomstenga.